# Konkordiahütte
La Konkordiahütte è un rifugio situato nel comune di Fiesch (Canton Vallese - Svizzera), nelle Alpi Bernesi, a 2.850 m s.l.m. È uno degli storici rifugi del Club Alpino Svizzero.

## Descrizione
Il rifugio è collocato ai bordi del Konkordiaplatz (lungo il ghiacciaio dell'Aletsch) e si può raggiungere partendo da Fiesch.

## Ascensioni
- Grünhorn - 4.043 m

## Traversate

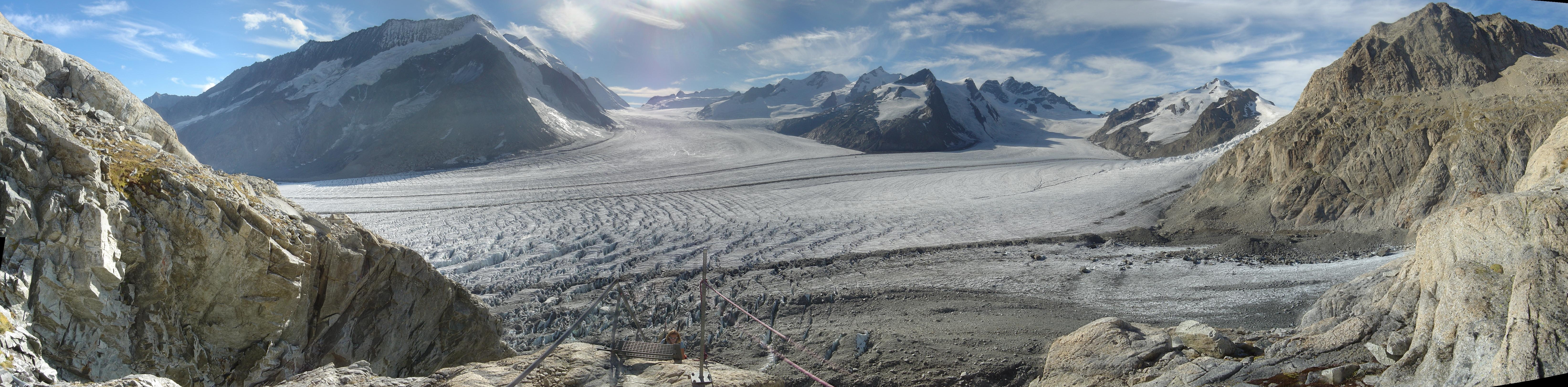
Vista sul Ghiacciaio dell'Aletsch dal rifugio.

- Mönchsjochhütte - 3.658 m
- Hollandiahütte - 3.240 m[1]
- Finsteraarhornhütte - 3.048 m